# Индонежански језик
Индонежански језик (изворни назив: Bahasa Indonesia) је један од аустронежанских језика. То је званични језик Индонезије. Близак је малајском језику (тачније, он је стандардизована форма малајског језика са североисточне Суматре). У њему је приметан утицај санскрита, кинеског, арапског, португалског, енглеског и највише холандског језика. Стандардизован је 1945. када је Индонезија стекла независност. Пише се латинским алфабетом.
Већина Индонежана у свакодневној комуникацији користи локалне језике. Индонежански језик је језик масовних медија, државне администрације и образовања. Индонезија је четврта најмногољуднија нација на свету - у којој већина говори индонежански, што овај језик чини једним од најшире кориштених говорних језика. Већина Индонежана, осим што говори национални језик, течно говори барем један од више од 700 аутохтоних локалних језика; примери укључују јавански, сундански и балијски, који се обично користе код куће и у локалној заједници. Међутим, већина формалног образовања и готово сви национални масовни медији, влада, администрација, правосуђе и други облици комуникације спроводе се на индонежанском језику.
Термин „индонежански“ првенствено је повезан са националним стандардним дијалектом (бахаса баку). Међутим, у општијем смислу, обухвата и разне локалне варијетете који се говоре широм индонежанског архипелага. Стандардни индонежански је ограничен углавном на формалне ситуације, постојеће у диглосном односу са народним малајским варијететима, који се обично користе за свакодневну комуникацију, паралелно са горе поменутим регионалним језицима.

## Речи

### Бројеви

#### Кардинални бројеви
| Број          | Српски                  | Индонежански                       |
| ------------- | ----------------------- | ---------------------------------- |
| 0             | нула                    | nol                                |
| 1             | један                   | satu                               |
| 2             | два                     | dua                                |
| 3             | три                     | tiga                               |
| 4             | четири                  | empat                              |
| 5             | пет                     | lima                               |
| 6             | шест                    | enam                               |
| 7             | седам                   | tujuh                              |
| 8             | осам                    | delapan                            |
| 9             | девет                   | sembilan                           |
| 10            | десет                   | sepuluh                            |
| 11            | елевен                  | sebelas                            |
| 12            | дванаест                | dua belas                          |
| 13            | тринаест                | tiga belas                         |
| 14            | четрнаест               | empat belas                        |
| 15            | петнаест                | lima belas                         |
| 20            | двадесет                | dua puluh                          |
| 21            | двадесет један          | dua puluh satu                     |
| 30            | тридесет                | tiga puluh                         |
| 100           | сто                     | seratus                            |
| 200           | двесто                  | dua ratus                          |
| 210           | двесто десет            | dua ratus sepuluh                  |
| 897           | осамсто деведесет седам | delapan ratus sembilan puluh tujuh |
| 1000          | хиљаду                  | seribu                             |
| 10000         | десет хиљада            | sepuluh ribu                       |
| 100000        | сто хиљада              | seratus ribu                       |
| 1000000       | милион                  | sejuta или satu juta или           |
| 1000000000    | милијарда               | satu miliar или                    |
| 1000000000000 | билион                  | satu triliun или                   |

#### Редни бројеви
| Број | Српски  | Индонежански       |
| ---- | ------- | ------------------ |
| 1.   | први    | pertama или kesatu |
| 2.   | други   | kedua              |
| 3.   | трећи   | ketiga             |
| 4.   | четврти | keempat            |
| 5.   | пети    | kelima             |
| 6.   | шести   | keenam             |
| 7.   | седми   | ketujuh            |
| 8.   | осми    | kedelapan          |
| 9.   | девети  | kesembilan         |
| 10.  | десети  | kesepuluh          |

### Дани и месеци

#### Дани
| Српски    | Индонежански |
| --------- | ------------ |
| Понедељак | Senin        |
| Уторак    | Selasa       |
| Среда     | Rabu         |
| Четвртак  | Kamis        |
| Петак     | Jumat        |
| Субота    | Sabtu        |
| Недеља    | Minggu       |

#### Месеци
| Енглески  | Индонежански |
| --------- | ------------ |
| Јануар    | Januari      |
| Фебруар   | Februari     |
| Март      | Maret        |
| Април     | April        |
| Мај       | Mei          |
| Јун       | Juni         |
| Јул       | Juli         |
| Август    | Agustus      |
| Септембар | September    |
| Октобар   | Oktober      |
| Новембар  | November     |
| Децембар  | Desember     |

### Уобичајене фразе
| Српски                                                      | Индонежански                                                                                 | Спеловање (у ) |
| ----------------------------------------------------------- | -------------------------------------------------------------------------------------------- | -------------- |
| Хало!                                                       | Halo!                                                                                        |                |
| Добро јутро!                                                | Selamat pagi!                                                                                |                |
| Добар дан!                                                  | Selamat siang!                                                                               |                |
| Добро вече! или Лаку ноћ!                                   | Selamat malam!                                                                               |                |
| Збогом!                                                     | Selamat tinggal!                                                                             |                |
| Видимо се касније!                                          | Sampai jumpa lagi!                                                                           |                |
| Хвала вам                                                   | Terima kasih (стандардно, формално)                                                          |                |
| Хвала                                                       | Makasih (колоквијално)                                                                       |                |
| Нема на чему                                                | Sama-sama или terima kasih kembali                                                           | или            |
| Да                                                          | Ya (стандардно) или iya (колоквијално)                                                       | или            |
| Не                                                          | Tidak или tak                                                                                | или            |
| И                                                           | Dan                                                                                          |                |
| Или                                                         | Atau                                                                                         |                |
| Зато                                                        | Karena                                                                                       |                |
| Према томе                                                  | Karena itu                                                                                   |                |
| Ништа                                                       | Tidak ada                                                                                    |                |
| Можда                                                       | Mungkin                                                                                      |                |
| Како сте?                                                   | Apa kabar?                                                                                   |                |
| Добро сам                                                   | Baik или Baik-baik saja                                                                      | или            |
| Желим вам пријатан дан!                                     | Semoga hari Anda menyenangkan!                                                               |                |
| Пријатно!                                                   | Selamat makan! или Selamat menikmati!                                                        | или            |
| Жао ми је                                                   | Maafkan saya                                                                                 |                |
| Извините                                                    | Permisi                                                                                      |                |
| Шта?                                                        | Apa?                                                                                         |                |
| Ко?                                                         | Siapa?                                                                                       |                |
| Кад?                                                        | Kapan?                                                                                       |                |
| Где?                                                        | Di mana?                                                                                     |                |
| Зашто?                                                      | Mengapa? (стандардно) или kenapa? (колоквијално)                                             | или            |
| Како?                                                       | Bagaimana?                                                                                   |                |
| Колико?                                                     | Berapa?                                                                                      |                |
| Како се зовеш?                                              | Nama Anda siapa?                                                                             |                |
| Моје име је...                                              | Nama saya...                                                                                 |                |
| Да ли знаш?                                                 | Apakah Anda tahu?                                                                            |                |
| Да, знам / Не, не знам                                      | Ya, saya tahu / Tidak, saya tidak tahu                                                       | /              |
| Можете да говорите индонежански?                            | Bisakah Anda berbicara bahasa Indonesia?                                                     |                |
| Да, могу да говорим индонежански / Не, не знам индонежански | Ya, saya bisa berbicara bahasa Indonesia / Tidak, saya tidak bisa berbicara bahasa indonesia | /              |
| Колико је сати?                                             | Pukul berapa sekarang?                                                                       |                |
| Сада је 5.00                                                | Sekarang pukul 5.00                                                                          |                |
| Када ћете ићи на забаву?                                    | Kapan Anda akan pergi ke pesta itu?                                                          |                |
| Ускоро                                                      | Nanti                                                                                        |                |
| Данас                                                       | Hari ini                                                                                     |                |
| Сутра                                                       | Besok                                                                                        |                |
| Прексутра                                                   | Lusa                                                                                         |                |
| Јуче                                                        | Kemarin                                                                                      |                |
| Честитам!                                                   | Selamat!                                                                                     |                |
| Срећна Нова година!                                         | Selamat Tahun Baru!                                                                          |                |
| Срећан Божић!                                               | Selamat Natal!                                                                               |                |
| Молимо вас                                                  | Mohon или tolong                                                                             | или            |
| Стоп!                                                       | Berhenti!                                                                                    |                |
| Срећсн сам                                                  | Saya senang                                                                                  |                |
| Разумем                                                     | Saya mengerti                                                                                |                |
| Помоћ!                                                      | Tolong!                                                                                      |                |
| Потребна ми је помоћ                                        | Saya memerlukan bantuan                                                                      |                |
| Да ли можете да ми помогнете?                               | Bisakah Anda menolong saya?                                                                  |                |
| Могу ли ти помоћи? / Да ли ти треба помоћ?                  | Dapatkah saya membantu Anda? / Apakah Anda membutuhkan bantuan?                              | /              |
| Могу ли да позајмим вашу гумицу?                            | Bolehkah saya meminjam penghapus Anda?                                                       |                |
| Са задовољством                                             | Dengan senang hati                                                                           |                |
| Добродошли                                                  | Selamat datang                                                                               |                |
| Добродошли у Индонезију                                     | Selamat datang di Indonesia                                                                  |                |
| Слажем се / не слажем се                                    | Saya setuju / Saya tidak setuju                                                              | /              |
| Разумем / не разумем                                        | Saya mengerti / Saya tidak mengerti                                                          | /              |
| Гладан сам                                                  | Saya lapar                                                                                   |                |
| Жедан сам                                                   | Saya haus                                                                                    |                |
| Болестан сам                                                | Saya sakit                                                                                   |                |
| Желим вам брз опоравак                                      | Semoga cepat sembuh                                                                          |                |

### Примери
Следећи текстови су изводи из званичних превода Универзалне декларације о људским правима на индонежански и малезијски малајски, заједно са преводом оригинала декларације на српски језик.
| Српски | Индонежански | Малајски |
| --- | --- | --- |
| Универзална декларација о људским правима | Pernyataan Umum tentang Hak Asasi Manusia | Perisytiharan Hak Asasi Manusia sejagat |
| Члан 1 | Pasal 1 | Perkara 1 |
| Сва људска бића рађају се слободна и једнака у достојанству и правима. Они су обдарени разумом и савешћу и треба да делују једни према другима у духу братства. | Semua orang dilahirkan merdeka dan mempunyai martabat dan hak-hak yang sama. Mereka dikaruniai akal dan hati nurani dan hendaknya bergaul satu sama lain dalam semangat persaudaraan. | Semua manusia dilahirkan bebas dan sama rata dari segi maruah dan hak-hak. Mereka mempunyai pemikiran dan perasaan hati dan hendaklah bergaul dengan semangat persaudaraan. |